# Darren Hall
Darren Reginald Hall (Baldwin Park, 2 maggio 2000) è un giocatore di football americano statunitense che milita nel ruolo di cornerback per gli Indianapolis Colts della National Football League (NFL).

## Carriera

### Atlanta Falcons
Hall al college giocò a football alla San Diego State University. Fu scelto nel corso del quarto giro (108º assoluto) nel Draft NFL 2021 dagli Atlanta Falcons. I suoi primi 3 tackle li mise a segno nella settimana 5 contro i New York Jets. La sua stagione da rookie si concluse con 27 placcaggi e un sack in 14 presenze, una delle quali come titolare.

### Indianapolis Colts
Il 31 agosto 2023 Hall firmò con la squadra di allenamento degli Indianapolis Colts.

### Arizona Cardinals
Il 9 gennaio 2024 Hall firmò con gli Arizona Cardinals.